# الساكنات في قلوبنا (مسلسل)
```
الساكنات في قلوبنا
، مسلسل 
سعودي
 درامي
[
1
]
 تم عرضه خلال حلقة كل أسبوع على قناة 
MBC1
 وإنتج له 3 مواسم.
```

ويحكي المسلسل عن المشاكل التي تحدث في الشارع السعودي وهي عبارة عن أربعين فيلماً كل فيلم له قصته المستقلة وتتحدث في مجملها عن قضايا اجتماعية متنوعة تشكل فيها المرأة المحور الرئيسي من خلال رؤية ذات طرح جديد وجريء ومن زوايا تتناول العديد من الحقائق برؤية غير مسبوقة لم يتم التطرق إليها درامياً من قبل في الأعمال التلفزيونية السابقة سواء الخليجية أو حتى العربية.
العمل من إنتاج مؤسسة الصدف للإنتاج الصوتي والمرئي, وحرص فريق العمل على تنوع مواقع التصوير في عدد من المدن العربية منها جدة (20 فيلماً) والمنامة (10 أفلام) ودمشق (5 أفلام) وأخيراً الرياض (5 أفلام).
وتتضمن خطة إنتاج العمل أن يتولى إخراج الأفلام عدة مخرجين، وشارك في هذا العمل نخبة من النجوم السعوديين والخليجيين.

## بطولة
- خالد الحربي
- تركي اليوسف
- ميثم الرزق
- علي السبع
- فجر أسامة الماجد
- مهرة
- غزلان ناصر
- بدرية أحمد
- بثينة الرئيسي
- زهرة عرفات
- لمياء طارق
- مروة محمد
- سناء إبراهيم
- حبيب الحبيب
- إيمان القصيبي
- شيماء سبت
- عبد الرحمن الرقراق
- طيف
- مشاري البلام
- أحمد العليان
- طلال السدر
- محسن الشهري
- ميثم الرزق
- نواف الجابر
- مي عبد الله
- عبير الجندي
- أحلام حسن
- خالد أمين
- خالد البريكي
- أميرة محمد
- هيفاء حسين
- عبد العزيز السكيرين
- شذى سبت
- فاطمة العبد الله
- شهد الياسين
- نورة البلوشي
- فاطمة إسماعيل
- هبة الدري
- ميسون الرويلي
- ريماس منصور
- ريم عبد الله
- فاطمة عبد الرحيم
- أغادير السعيد
- شيماء جناحي
- جاسم النبهان
- فاطمة الحوسني
- مشاعل الزنكوي
- سناء بكر يونس
- إبراهيم عبد الله
- ليلى السلمان
- عبد الإمام عبد الله
- وفاء مكي
- سعاد علي
- مطرب فواز
- سعيد قريش
- زهور حسين
- أمل حسين
- إبراهيم الزدجالي
- شمعة محمد
- منى عبد المجيد
- العنود (ممثلة سعودية)
- ماجد مطرب فواز
- منصور المنصور
- خالد سامي
- محمد الحجي
- عبد الرحمن الخريجي
- هاني ناظر
- غازي حسين
- زارا البلوشي
- أمينة العلي
- أميرة محمد
- ابتسام العطاوي
- شفيقة يوسف
- حمد المزيني
- شيخة زويد
- دريعان الدريعان
- سناء إبراهيم
- مريم الغامدي
- علي السبع
- بدرية أحمد
- عبد الناصر الزاير
- محمد بخش
- عبد الله المعطش
- عيد سعد العتيبي

## المخرجين
- فيصل يماني
- سمير عارف
- أيمن شيخاني
- المهند فرزات

## عناوين الحلقات
- فرح
- القطيعة
- آخر المطاف
- خطأ قاتل
- الرماد الأخير
- إرث
- ألم الصراخ
- مشاعل
- مهب الريح
- أيام العسل
- عقاب
- صمت الجدران
- بلا عدالة
- دائرة الشك
- حكم نهائي
- أنا وهو
- قناع
- قرار
- لا شيء يستحق
- الثمن الكبير
- بعيدا عن الجنة
- الشقيقة